# Enantiostylie

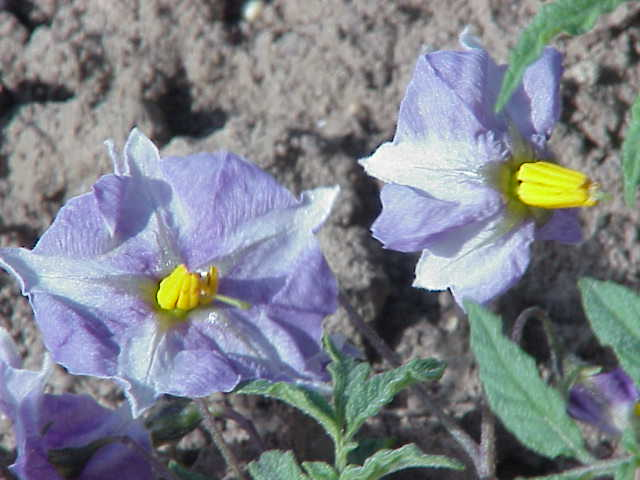
Bei vielen Nachtschatten-Arten (hier: Solanum spegazzinii) neigt der Griffel (der später als die Staubblätter reif werdenden Fruchtblätter) zur Seite und verhindert, dass eigener Pollen auf die Narbe gelangt.

Unter Enantiostylie (zu deutsch: Schiefgriffligkeit) versteht man in der Botanik das Phänomen, dass bei manchen Arten die Griffel in der weiblichen Blühphase von den Staubblättern weg, von der Blütenachse aus zur Seite neigen (dextrostylous oder sinstrostylous) und somit eine Selbstbestäubung verhindern. Es ist eine Form der reziproken Herkogamie. Sie kommt häufig bei nektarlose Arten vor, die Blüten sind auch meist scheibenförmig, auch ist sie häufig kombiniert mit der Heterantherie, der unterschiedlichen Ausbildung der Antheren.
Man unterscheidet die dimorphe und monomorphe nichtreziproke Enantiostylie, bei der dimorphen Form neigen sich die Griffel aller Blüten oder Blütenstände auf verschiedenen Individuen einer Population jeweils in die gleiche Richtung, bei der monomorphen Form neigen sich die Griffel der Blüten in den Blütenstände auf einem Individuum gemischt oder alle gleich nach links oder rechts, die gemischt verteilten können beliebig oder abwechselnd, alternierend (pendulum asymmetry) in den Blütenständen angeordnet sein. Auch die reziproke Enatostylie ist möglich, hier neigen sich die Griffel und auch die Staubblätter zur jeweils anderen Seite.
Die Enantiostylie ist eine Form der räumlichen Trennung von männlichem und weiblichem Geschlecht in einer Blüte (Herkogamie) und ist häufig gekoppelt mit einer zeitlichen Trennung (Dichogamie). Eine andere Form der Griffelanpassung ist die Heterostylie (Verschiedengrifflichkeit).